# Пітер Свіннертон-Даєр
Сер Генрі Пітер Френсіс Свіннертон-Даєр, 16-й баронет, KBE, FRS (2 серпня 1927 — 26 грудня 2018) — англійський математик, який спеціалізувався на теорії чисел у Кембриджському університеті. Як математик він був найбільш відомий своєю участю в гіпотезі Берча та Свіннертона-Дайєра, яка пов'язувала алгебраїчні властивості еліптичних кривих зі спеціальними значеннями L-функцій, яка була розроблена Браяном Берчем у першій половині 1960-х років за допомогою машини обчислення, а також за його роботу над операційною системою Titan.

## Життєпис
Свіннертон-Дайер був сином сера Леонарда Шредера Свіннертона Дайера, 15-го баронета, та його дружини Барбари, доньки Герворда Брекенбері. Він здобув освіту в Школі Драконів в Оксфорді, Ітонському коледжі та Трініті-коледжі в Кембриджі, де йому керував Дж. Е. Літтлвуд, і провів рік за кордоном як стипендіат Фонду Співдружності в Чиказькому університеті. Пізніше він став членом Трініті, а також був магістром коледжу Св. Катаріни з 1973 по 1983 рік і віцеканцлером Кембриджського університету з 1979 по 1981 рік. У 1983 році він став почесним членом коледжу Св. Катаріни.
Того ж року він став головою Комітету університетських грантів, а з 1989 року — виконавчим директором його наступника — Ради фінансування університетів.
У 1967 році він був обраний членом Королівського товариства, а в 1987 році став KBE.[3] У 1981 році він отримав почесний ступінь (доктор наук) Університету Бата.[4] У 2006 році він нагороджений медаллю Сильвестра, а також премією Полія (LMS).
Свіннертон-Дайєр у молодості був міжнародним гравцем у бридж, двічі представляючи британську команду на відкритому командному чемпіонаті Європи. У 1953 році в Гельсінкі його партнером став Діммі Флемінг: команда стала другою з п'ятнадцяти команд. У 1962 році його партнером став Кен Барбур; команда стала четвертою з дванадцяти команд у Бейруті.
Він одружився з доктором Гаррієт Кроуфорд у 1983 році.
Свіннертон-Дайер помер 26 грудня 2018 року у віці 91 року.